# Brighton College
Brighton College est une école pour les garçons et les filles âgés de 11 à 18 ans. Cet établissement est situé à Brighton, en Angleterre.

## Histoire
Fondé en 1845 par William Aldwin Soames, le Brighton College est la première école publique victorienne fondé dans la région du Sussex.

## Maisons
Il y a 13 maisons dans le Brighton College. Les maisons sont réparties par sexe et comporte entre 48 et 85 élèves. Elles sont régies par un maître de maison et une équipe de tuteurs. Chaque maison dispose d'attributs qui la distingue des autres maisons, comme ses propres couleurs et son emplacement dans le collège.

### Liste des maisons
| Nom                   | Abréviation | Couleur(s)      | Sexe |
| --------------------- | ----------- | --------------- | ---- |
| Abraham               | Ab.         | Blanc et noir   | M    |
| Aldrich               | Al.         | Bleu ciel       | M    |
| Chichester            | Ch.         | Violet          | F    |
| Durnford              | Du.         | Vert            | M    |
| Fenwick               | Fe.         | Rouge           | F    |
| Hampden               | Ha.         | Noir            | M    |
| Headmaster's (Head's) | He.         | Orange et blanc | M    |
| Leconfield            | Le.         | Bleu marine     | M    |
| New                   | Ne.         | Magenta         | F    |
| Ryle                  | Ry.         | Jaune           | M    |
| School                | Sc.         | Violet et Blanc | M    |
| Seldon                | Se.         | Turquoise       | F    |
| Williams              | Wi.         | Bordeaux        | F    |

## Localisation

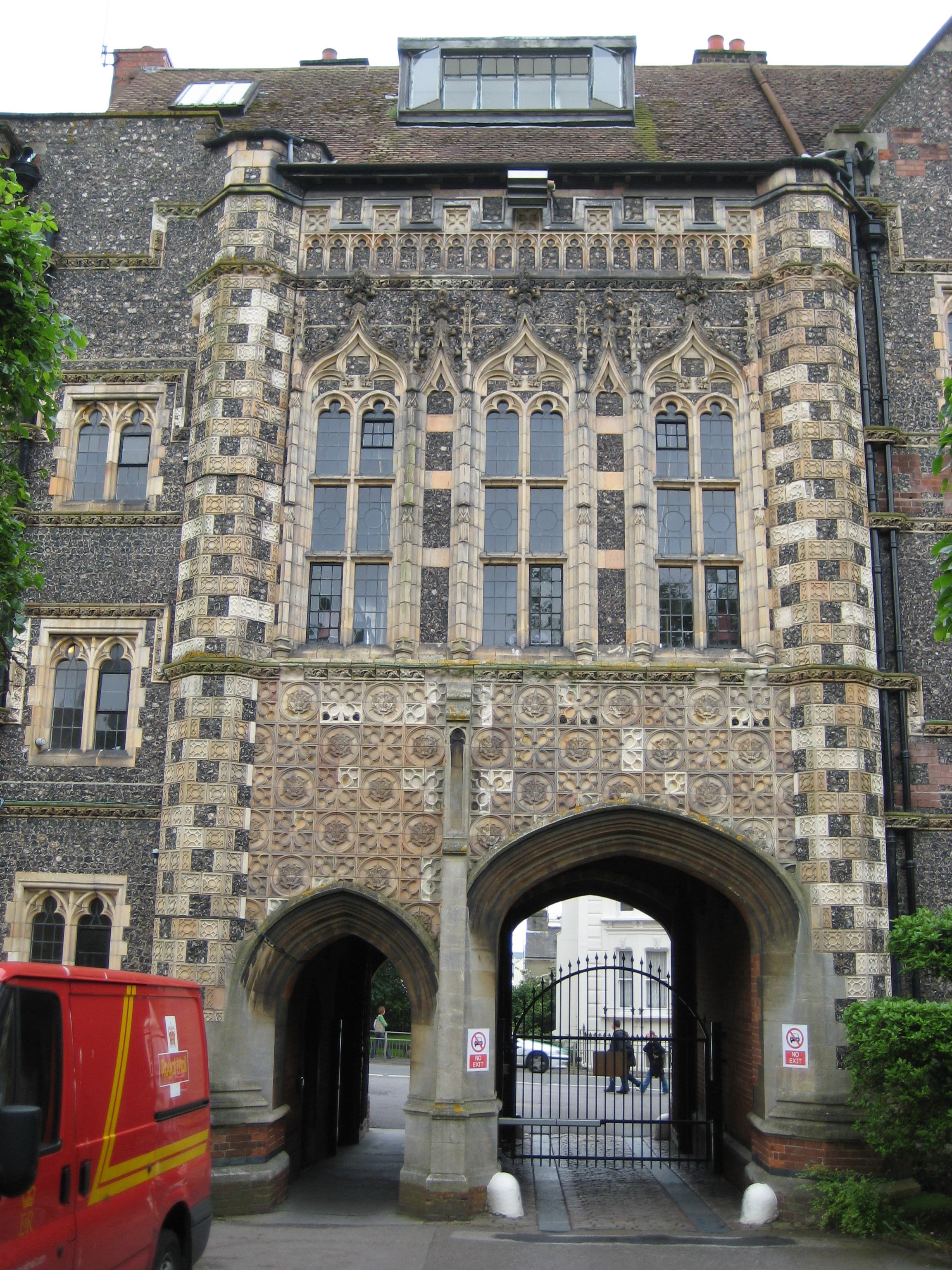
Entrée du Brighton College.

L'école occupe trois sites à l'est de la ville. 

## Communauté LGBT
Le Brighton College, situé à Brighton, est décrit par le père Robert Easton du College Chaplain, comme un lieu d'« élégance bohémienne chaleureuse [...] un labyrinthe animé de cafés, de pubs et clubs. C'est un quartier gay et la capitale gay britannique [...]. » Lors de l'année scolaire 2013-2014, un élève de 17 ans, Will Emery, est devenu le premier préfet-en-chef ouvertement gay dans une école publique anglaise, à la suite de son élection par ses camarades et les personnel de l'école par plus de 1 000 élèves et tuteurs,.